# Plimptonovská stimulace
Plimptonovská stimulace je dvacátý první díl třetí řady amerického televizního seriálu Teorie velkého třesku. V této epizodě hostuje Judy Greer. Režisérem epizody je Mark Cendrowski.

## Děj
Přední expert na kvantovou kosmologii, Dr. Elizabeth Plimpton (Judy Greer), přijíždí na Caltech. Sheldon ji inteligenčně uznává jako sobě rovnou a tak jí v rámci jejího pobytu v Kalifornii nabídne přespání u něj v bytě. To udělá radost i Leonardovi, který její práci sleduje již delší dobu a je jejím velkým fandou. Hned první noc Elizabeth přijde za Leonardem do pokoje a stráví s ním noc. Celý nadšený, že si našel nový vztah, to druhý den dává zbytku partičky okatě najevo, obratem je však zklamán, když zjistí, že nemá Elizabeth zájem jen o něj, ale že ráda noc stráví s každým, kdo se na ni hezky podívá.

## Obsazení
| Johnny Galecki | Leonard Hofstadter |
| Jim Parsons    | Sheldon Cooper     |
| Kaley Cuoco    | Penny              |
| Simon Helberg  | Howard Wolowitz    |
| Kunal Nayyar   | Raj Koothrappali   |
| Judy Greer     | Elizabeth Plimpton |